# Shpend Sollaku Noé
Shpend Sollaku Noé (Lushnjë, 3 aprile 1957) è uno scrittore, poeta, giornalista, traduttore e uomo politico albanese.

## Biografia
Nato in Lushnje, Albania, il 3 aprile 1957 da una famiglia proveniente da Berat, vive in Italia, come rifugiato politico, dal 1992, a Bolzano dal 1996 . Ha collaborato e collabora con giornali e riviste albanesi, austriache, italiane, indiane, svedesi, tedesche e americane Le sue opere sono state tradotte in 42 lingue. Scrive in italiano e albanese.
Da sempre combatte per la tutela dei diritti umani e, avendo sperimentato in prima persona gli orrori della dittatura, lotta specificatamente per i diritti degli emigrati e degli esuli politici.
"Shpend Sollaku Noé scrive poesia e prosa civile, ed usa specificatamente anche richiami storici e mitologici, ma questo, per tornare sempre alla contemporaneità e ai problemi dell'oggi di un mondo popolato da tiranni, boia, e banche onnipotenti. Al centro della sua opera c'è sempre il rapporto tra potere e l'individuo, tra potere ed intellettuale". (Alto Adige, 6 ottobre 2010).

## Pubblicazioni
- I puledri azzurri - poemi, Albania, Naim Frashëri, Tirana 1987; (B.m.) dhe (B.v.891:983-1).
- Il regno del proibito - poemi, Dismisuratesti Italia 1995.
- Applaudire Caligola - poema deeroico, Italia 1997 Firenze libri, ISBN 88-7254-893-4.
- Un posto a piedi per Galilea -poemi, Libroitaliano, Italia 1999-2000.
- La Colombia balcanica - inchiesta in prosa, Italia, 1994.
- Il secolo breve dei Balcani - inchiesta in prosa, Italia, 1994.
- Abysses-Voragini, poemi, USA, 2009.Authorhouse, (ISBN 978-1-4389-6701-1)http://www.authorhouse.com/BookStore/ItemDetail.aspx?bookid=61242[collegamento interrotto]
- Barcodes-Codici a barre poemi, USA, 2010 Authorhouse, (ISBN 978-1-4490-6688-8) http://www.authorhouse.com/BookStore/ItemDetail.aspx?bookid=61242[collegamento interrotto]
- Piramidi in frantumi  Antologia poetica, USA 2011, (ISBN 9781463403034)  AuthorHouse http://www.authorhouse.com/BookStore/ItemDetail.aspx?bookid=61242[collegamento interrotto]
- Es hora de andar Sócrates Antologia poetica, USA 2011, (ISBN 9781463402976)  AuthorHouse http://www.authorhouse.com/BookStore/ItemDetail.aspx?bookid=61242[collegamento interrotto]
- Se réveiller au fond du précipice Anthologie poétique, USA 2011,  (ISBN 9781463402969)  AuthorHouse http://www.authorhouse.com/BookStore/ItemDetail.aspx?bookid=61242[collegamento interrotto]
- Atdheu i tjetrit  Antologji Poetike, USA 201,1 (ISBN 9781463406783) AuthorHouse http://www.authorhouse.com/BookStore/ItemDetail.aspx?bookid=61242[collegamento interrotto]
- Il confine della nebbia romanzo, Roma 2012 ISBN 978-88-567-5719-4.
- Il pero fiori a dicembre romanzo, Roma 2018, ISBN 978-88-9384-510-6.
- Filius Hostis ovvero il figlio del nemico, romanzo, Roma 2020, ISBN 979-12-201-0437-1.